# Sekurič
Sekurič (en serbe cyrillique : Секурич) est un village de Serbie situé dans la municipalité de Rekovac, district de Pomoravlje. Au recensement de 2011, il comptait 602 habitants.

## Démographie
| 1948  | 1953  | 1961  | 1971  | 1981  | 1991  | 2002 | 2011 |
| ----- | ----- | ----- | ----- | ----- | ----- | ---- | ---- |
| 2 398 | 2 322 | 2 114 | 1 815 | 1 497 | 1 142 | 816  | 602  |

|  |

## Personnalité
La peintre Dragica Gajić est née dans le village en 1944 ; elle est présente dans les collections du Musée d'art naïf et marginal de Jagodina.